# Anne Mallory
Compléments
www.annemallory.com
Anne Mallory (née en 1975) est une romancière américaine.

## Biographie
En 2003, Anne Mallory concourt au Golden Heart Award de l'association Romance Writers of America avec son premier manuscrit Masquerading the Marquess. Ce prix est attribué à un auteur qui n'a pas encore été publié. Le roman termine dans les finalistes et attire l'attention d'un des membres du jury, un éditeur d'Avon Publications. Grâce à cette opportunité, le livre sort en octobre 2004.

## Œuvre

### Série Les Secrets
- L'art de la séduction, J'ai lu, 2012 ((en) Seven secrets of seduction, 2010)Publié dans la collection Aventures et Passions
- Une nuit, encore, J'ai lu, 2012 ((en) One night Is never enough, 2011)Publié dans la collection Aventures et Passions
- Longtemps, j'ai rêvé de toi, J'ai lu, 2012 ((en) In total surrender, 2011)Publié dans la collection Aventures et Passions

### Série Spies and secrets
- (en) Masquerading the marquess, 2004Inédit en France
- (en) Daring the Duke, 2005Inédit en France
- (en) The Earl of her dreams, 2006Inédit en France
- (en) What Isabella desires, 2007Inédit en France

### Romances diverses
- (en) The Viscount's wicked ways, 2006Inédit en France
- (en) The bride price, 2008Inédit en France
- (en) Three Nights of Sin, 2008Inédit en France
- (en) For the earl's pleasure, 2009Inédit en France

## Nominations et récompenses
- Finaliste en 2009 avec Three Nights of Sin du RITA award dans la catégorie Meilleure romance historique « Régence »[3].
- Finaliste en 2008 avec The bride price du Romantic Times Reviewers' Choice Award dans la catégorie Meilleure romance historique de l'année[4].
- Finaliste en 2010 avec For the earl's pleasure du RITA award dans la catégorie Meilleure romance paranormale[5].